# 高野純一
高野 純一（たかの じゅんいち、1981年9月22日 - ）は、朝日放送テレビ（ABC）所属のアナウンサー。

## 来歴・人物
千葉県船橋市出身。千葉県立船橋高等学校、早稲田大学商学部卒業後、2005年入社。同期のアナウンサーに高橋大作（現在は朝日放送テレビ報道局ニュースセンター記者・ANN上海支局長）がいる。2008年12月に結婚、2009年12月に第1子となる長女が誕生。現在2児の父。また、身長が187cmもあり、朝日放送の歴代アナウンサーの中でも一番身長が高いと言われている。プロ野球中継でインタビューを担当する際でも、選手と張り合う身長の高さである。
高校時代はサッカー部で、ポジションはゴールキーパー。また、朝日放送への入社を機に近畿地方に居するまでは、熱狂的な埼玉西武ライオンズのファンであった。
朝日放送への入社後は、スポーツ中継で実況・リポーター、テレビ・ラジオの情報番組で司会（パーソナリティ）をそれぞれ担当。2007年以降は、全国高校野球選手権大会中継や、プロ野球中継（主に近畿以外の地域に向けたオリックス・バファローズ戦の裏送り中継）で実況を務めている。
2009年9月には、スポーツアナウンサーの先輩・小縣裕介が報道担当に転じたことから、小縣からサッカー関連番組の担当を引き継いだ（小縣は2012年からスポーツ担当に復帰）。そのうち、関連会社のスカイ・エーで放送していた『インテル・ミラノチャンネル』では、「コロッソ」と呼ばれた。FIFAワールドカップの開催期間中には、2010年の南アフリカ大会から、朝日放送代表のリポーターとして開催国に派遣されている。さらに、2022年のカタール大会では、ABEMAが東京からのオフチューブ方式で中継動画を配信する試合の一部（グループリーグの4試合と決勝トーナメント1試合）で実況を担当した（詳細後述）。大会全試合の中継動画における日本国内向けのインターネット配信権を保有しているABEMAに対して、大株主の1つであるテレビ朝日と系列局から一部のアナウンサーを配信限定の実況要員として派遣することに伴う措置で、朝日放送テレビからは小縣も実況陣に名を連ねていた。
2007年より、毎年3月上旬開催の『篠山ABCマラソン大会』に出場するも、3年連続して途中棄権に終わっていた。同マラソン大会直前の2009年2月、かつて司会で出演した『おはよう朝日土曜日です』の放送中に「完走できなければ断髪する」との自ら公約を掲げた。しかし、またしても途中の関門制限時間に引っ掛かりゴール出来なかったため、3月7日に放送された同番組のエンディングでは、辻本茂雄ら出演者たちが断髪を行い丸坊主となってしまう。「丸刈りは中学の野球部以来12年ぶり。正直『丸刈り』なんて言わなきゃ良かった…」と後悔しながらコメントしていた。現在は長めの髪型に戻っている。翌2010年3月の篠山ABCマラソンでは、4度目の正直でようやく念願だった自身初めての完走ゴールを果たした（正式タイム4時間35分30秒、ネットタイム4時間21分58秒）。
2012年からは、先輩アナウンサー（清水次郎→山下剛）の後任リポーターとして、東京箱根間往復大学駅伝競走のラジオ中継（文化放送制作・NRNネット、以下「箱根駅伝中継」と略記）に参加。同中継のネット受けを実施している朝日放送ラジオでも、リポートの模様が放送されている。さらに、同年のラグビーシーズンからは、朝日放送テレビ制作のラグビー中継にも携わるようになった。
2015年3月7日からは、スポーツアナウンサーとしての活動を続けながら、『虎バン』（朝日放送テレビの阪神タイガース情報・応援番組）の第2代男性ナビゲーターを担当。2016年4月27日には、朝日放送テレビの制作で放送された『スーパーベースボール』・阪神対巨人戦中継（阪神甲子園球場）で、地上波テレビの全国向けプロ野球中継での実況デビューを果たした。その後は阪神戦のテレビ・ラジオ中継で数多くの試合を実況する一方で、2021年からはナイターオフ期間を中心に『ラジオで虎バン!』（『虎バン』のラジオ版）のパーソナリティを担当。2014年に外野手として阪神へ入団した後に、脳腫瘍の発症によって2019年限りで現役引退を余儀なくされた横田慎太郎の著書に基づく『奇跡のバックホーム』（朝日放送テレビの制作で2022年3月13日にテレビ朝日系列で放送された間宮祥太朗主演のドキュメンタリードラマ）では、横田が現役時代に一軍で活躍した姿を伝える高野の実況音源が再現ドラマパートの随所に使われている。
阪神対巨人戦のテレビ中継については、2023年9月14日に甲子園球場で組まれていたナイトゲームでも、BS朝日向けに実況を担当。阪神が巨人への勝利によって、2005年以来18年振りのセントラル・リーグ優勝を決めたシーンを全国に向けて伝えた。阪神は前日（9月13日）の同カードでも勝利したことによって優勝へのマジックナンバーを「1」にまで減らしていたため、本人によれば「朝日放送テレビがBS朝日向けに中継を制作することや、その中継で自身が実況・関本賢太郎が解説を担当することが14日の午前中に急遽決まった」とのことである。
ちなみに、プロ野球日本シリーズでは、2023年第5戦（11月2日に阪神甲子園球場で催された阪神対オリックス・バファローズ戦）のテレビ朝日系列向け全国中継（朝日放送テレビの制作）で初めて実況を担当。同年の第7戦（11月5日に京セラドーム大阪で催されたオリックス対阪神戦）では、阪神が1985年以来38年振りのシリーズ制覇を成し遂げた瞬間を、朝日放送ラジオの制作（文化放送・東海ラジオ・西日本放送との4局ネット）による中継で実況している。

## 担当番組

### 現在
- 全国高校野球選手権大会中継
  - 2005年から2007年までは、テレビ中継の「SUNSUNリポート」リポーター。2008年からはテレビ・ラジオ中継で、実況およびインタビュアーを務めるようになった。
  - 2013年には開会式のラジオ中継、2014年には決勝戦のラジオ中継、2015年には開会式のテレビ中継と決勝戦のラジオ中継で実況を担当している。2016年には、決勝戦のテレビ中継でも実況を担当[4]。
  - 2016年から2018年までは、後輩アナウンサーのヒロド歩美（2016から『熱闘甲子園』の女性キャスターに就任）と共に、開会式のテレビ中継で実況を任されていた。
  - 2019年には、BS朝日が4K放送向けに初めて独自で制作した決勝戦のテレビ中継で実況を担当。2022年の第104回全国高等学校野球選手権大会決勝（仙台育英対下関国際戦）では、ラジオ中継の実況アナウンサーとして、仙台育英（宮城代表）が東北地方の高校としては（春の選抜高等学校野球大会を含めて）初めての甲子園大会優勝を成し遂げたシーンを伝えた（テレビ中継では同僚の山下剛が実況を担当）。翌2023年の第105回全国高等学校野球選手権記念大会決勝（仙台育英対慶應戦）では、地上波・BS朝日4Kチャンネル共通のテレビ中継において、慶應の1番打者・丸田湊斗が大会史上初めて「決勝の1回表における先頭打者本塁打」を記録したシーンや、同校が（慶応普通部時代の1906年に豊中グラウンドで催された第2回全国中等学校優勝野球大会以来）107年振りに優勝したシーンを実況。

#### テレビ
- スカイ・Aスタジアム（sky・A sports+）主に阪神タイガース二軍戦の実況・リポート担当
- スカパー!Jリーグ中継・ガンバ大阪主催試合（2010年 - 、スカチャンとJ SPORTS用）
- スーパーベースボール 実況・中継リポーター
- J SPORTS STADIUM（J SPORTS、2009 - 2012年・2015年 - ）オリックス・バファローズ戦実況・リポーター
- 日本女子プロゴルフ選手権大会 2022年の第55回より先輩の小縣の後任としてメイン実況
- 虎バン（2015年3月7日 - ）第2代男性ナビゲーター
  - 番組開始から11年間担当した清水の後任として起用。
  - 星野仙一の逝去（2018年1月4日）を受けて、2018年1月8日に急遽編成された『虎バン追悼特別番組 ありがとう!星野仙一さん』では、川添佳穂と共に進行を担当。
- Jフットニスタ（関西地方からJ1リーグやWEリーグに加盟しているプロサッカークラブ関連の情報番組）
  - 2021年10月から2022年7月まで、ナレーターを不定期で担当していた。
  - 2020年シーズン以降のMCであるアキナ (お笑いコンビ) のメンバーから山名文和が2022年シーズン限りで降板したことに伴って、2023年シーズンから同僚の小縣・小西陸斗と交互に週替わりで出演。出演週には、アキナで唯一続投した秋山賢太（妻は後輩アナウンサーの塚本麻里衣）のアシスタントを務めている。
- ABC NEWS（不定期、プロ野球シーズン中でも担当）

#### ラジオ
- 全国高校野球選手権大会中継（2007年から担当）実況・インタビュアー
- ABCフレッシュアップベースボール
  - 以前は、主にオリックス・バファローズ戦（ビジターチームの地元ラジオ局向けに裏送り）の実況・リポートを担当。2008年6月からは、阪神戦中継の実況陣に加わっている。
- 福本豊の虎たまデラックス!→吉田義男の虎たまプレミアム→虎たまプレミアム（2015年度以降のナイターオフ番組）
  - 2015年度放送分に出演していた清水の後任として、2016・2017年度に福本豊、2018・2019年度に吉田義男、2020年度に（福本・吉田を含む）朝日放送テレビ野球解説者のパートナーを担当。
- 赤星憲広のオーライオーライ（2018年1月から不定期で放送）
  - 2015年度まで清水が出演していた『赤星と次郎のオーライオーライ』の復活版で、赤星憲広（朝日放送ラジオなどの野球解説者）のパートナーを担当。
- ラジオで虎バン!
  - 2020年の初頭から日本国内で新型コロナウイルスへの感染が拡大している影響で、日本プロ野球レギュラーシーズンの開幕が6月19日へ延期されたことに伴って、2020年4月14日から開幕前日の6月18日まで毎週火 - 金曜日の18:00 - 19:00に生放送。旧朝日放送への入社後初めて、帯番組のパーソナリティを本格的に担当した。2020年度以降のナイターオフ期間に編成されているレギュラー放送でも、パーソナリティを続投。
- ABCニュース（不定期、プロ野球シーズン中でも担当）
- おはようパーソナリティ小縣裕介です（不定期）
  - スポーツアナウンサーの先輩でもある小縣が休演する場合に、2022年7月18日（月曜日・海の日）放送分からパーソナリティ代理を随時担当。

### 過去

#### テレビ
- おはよう朝日土曜日です（2007年4月 - 2010年3月）先輩アナウンサー・武田和歌子と共に司会者で出演。
- スタンダップ!（2006年4月 - 2014年3月、2代目MC）タレント・熊谷奈美と共に出演。
- ムーブ!（リポーター）
- 速報!甲子園への道（2005年のみ）同期入社の高橋と日替わりで出演
- インテル・ミラノ チャンネル（スカイA sports＋）サブ司会　→　メイン司会
- 全日本大学駅伝対校選手権大会中継（テレビ朝日・メ〜テレ共同制作、全国ネット）
  - チェックポイント（中継所）での実況リポート要員の1人として、2013年に派遣。
- BASEBALL CENTER（FOX SPORTS ジャパン、2013年・2014年）オリックス・バファローズ主管試合中継実況・リポーター

#### ラジオ
- なるみ・八方のごきげんさん!（2006年4月 - 2010年4月）
- めざせ甲子園!ドリームスタジアム（近畿地区の高校野球予選をリポートするミニ番組）
- F.C.オフサイドトーク（2009年10月 - 2013年3月）
  - 番組で結成したフットサルチームに参加したのを機に、不定期で出演。2010年1月から、先輩のスポーツアナウンサーで武田の夫・小縣裕介に代わって、パーソナリティを務めてきた。2013年4月から『Monday! SPORTS - JAM』への内包コーナーとして放送。
- ニッカン・ザ・ライブ（2011年度・2012年度にナイターオフ期間限定で放送）
- 中央競馬実況中継
  - 2009年度から、中継を終了する2012年度まで、山下と共に実況を担当。
- スポーツにぴたっと。（2010 - 2012年度のナイターオフ番組、不定期）
- 武田和歌子のぴたっと。（2013 - 2015年度のナイターオフ期間に不定期で出演）
- 武田和歌子の野球にぴたっと。（2010年からの『ABCフレッシュアップベースボール』前座番組、実況・ベンチリポーター担当日を中心に出演）
- 東京箱根間往復大学駅伝競走実況中継（文化放送制作:NRN全国ネット）
  - 2012年から2015年まで派遣。往路・復路とも、平塚中継所のリポーターを担当した。
- Monday! SPORTS - JAMナビゲーター（2013年4月 - 2015年3月23日）
  - スポーツアナウンサーの同僚である山下・平岩康佑と交互に出演
- 高野純一のちょびっと（2015年12月14日 - 16日）
- 堀江政生のほり×ナビ（2016年度のナイターオフ番組）
  - スポーツ関連のニュース・企画を放送する第1部（18時台）に不定期で出演
- 伊藤史隆のラジオノオト（2017年度以降のナイターオフ番組） 
  - 「虎バンアナウンサー」として、他のスポーツアナウンサーと交互に、2019年度まで18時台の「スポーツヘッドライン」を担当。2020年度からは、『ラジオで虎バン!』内で同コーナーを放送すしている。

### インターネット
- 2022 FIFAワールドカップ（ABEMAから配信された以下の試合中継で実況を担当）
  - 2022年11月22日：グループリーグ（グループB）アメリカ対ウェールズ戦（解説：戸田和幸）
  - 2022年11月27日：グループリーグ（グループF）ベルギー対モロッコ戦（解説：鈴木隆行）
  - 2022年11月28日：グループリーグ（グループG）カメルーン対セルビア戦（解説：阿部勇樹）
  - 2022年11月30日：グループリーグ（グループB）ウェールズ対イングランド戦（解説：戸田）
  - 2022年12月5日：決勝トーナメント1回戦・イングランド対セネガル戦（解説：松木安太郎、日付はいずれも日本時間）